# Mała Fatra Krywańska

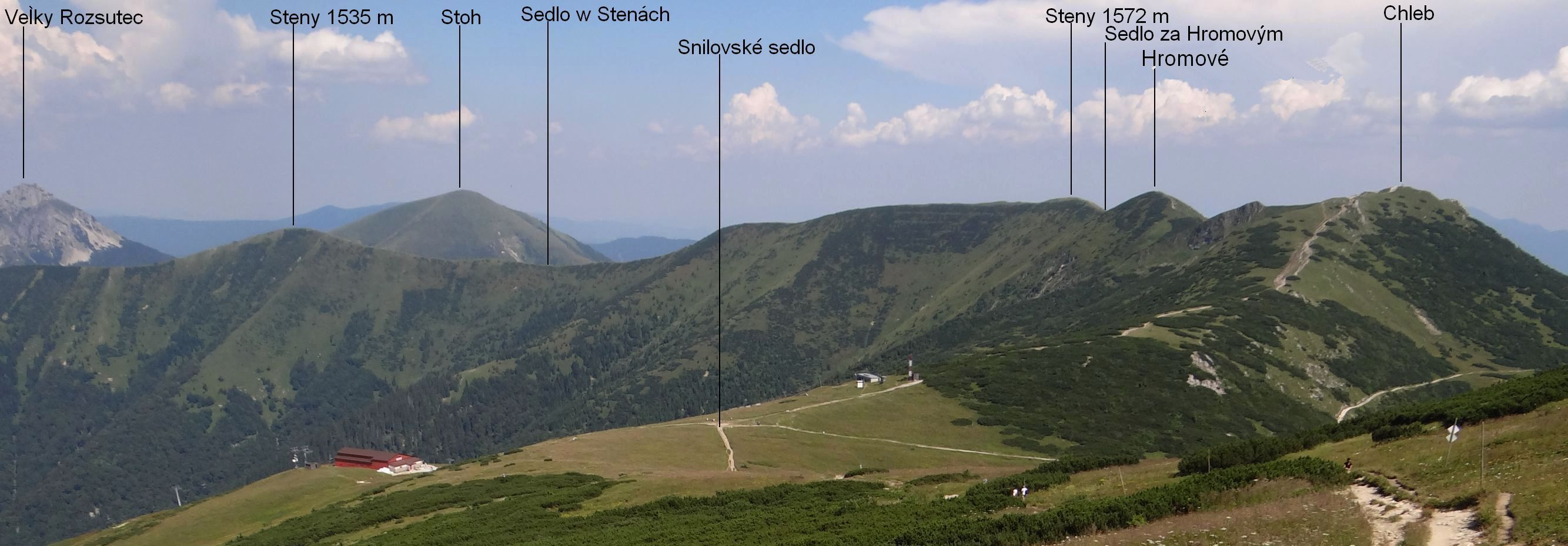
Fragment głównej grani Krywańskiej Fatry

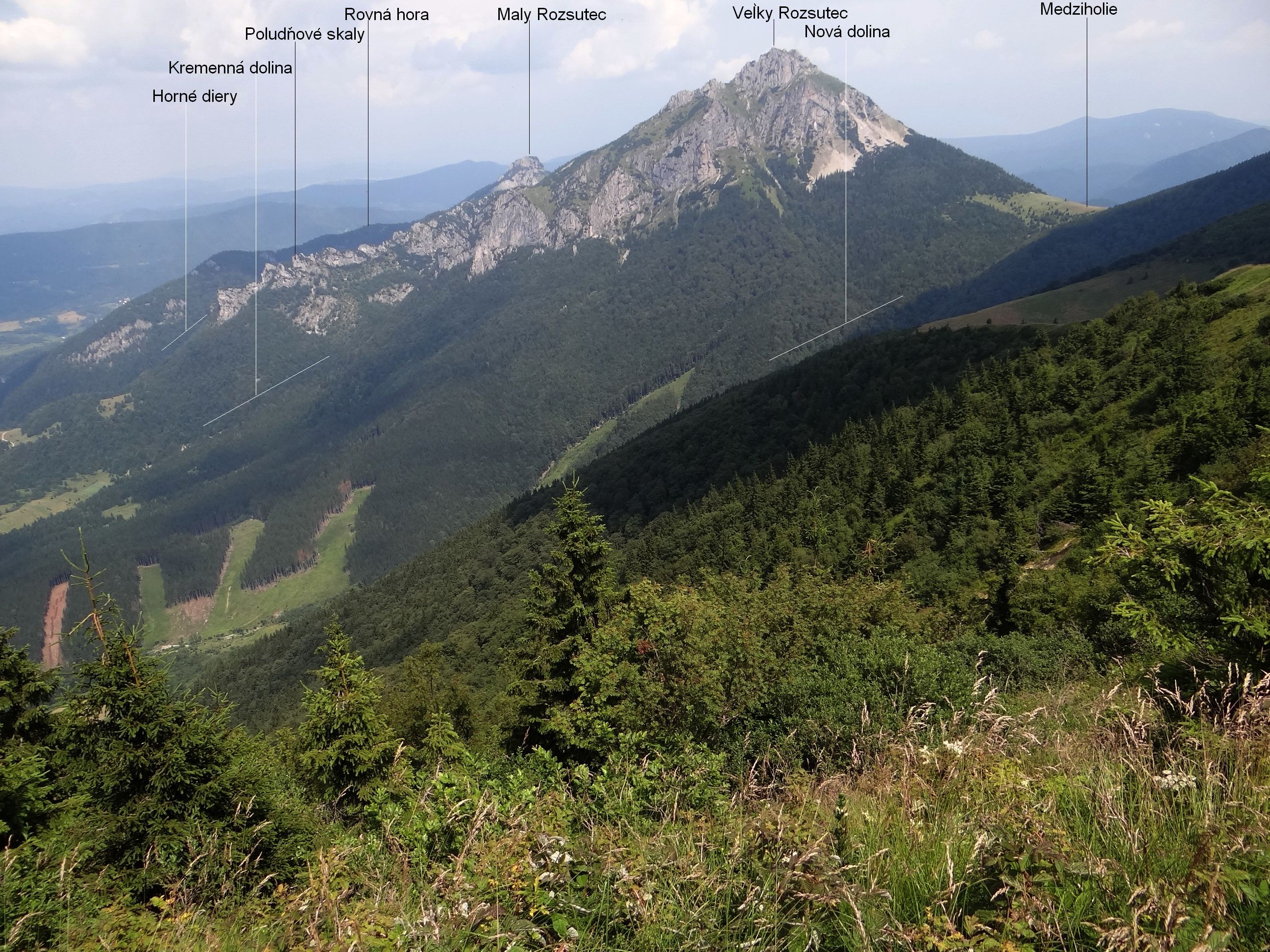
Wielki Rozsutec

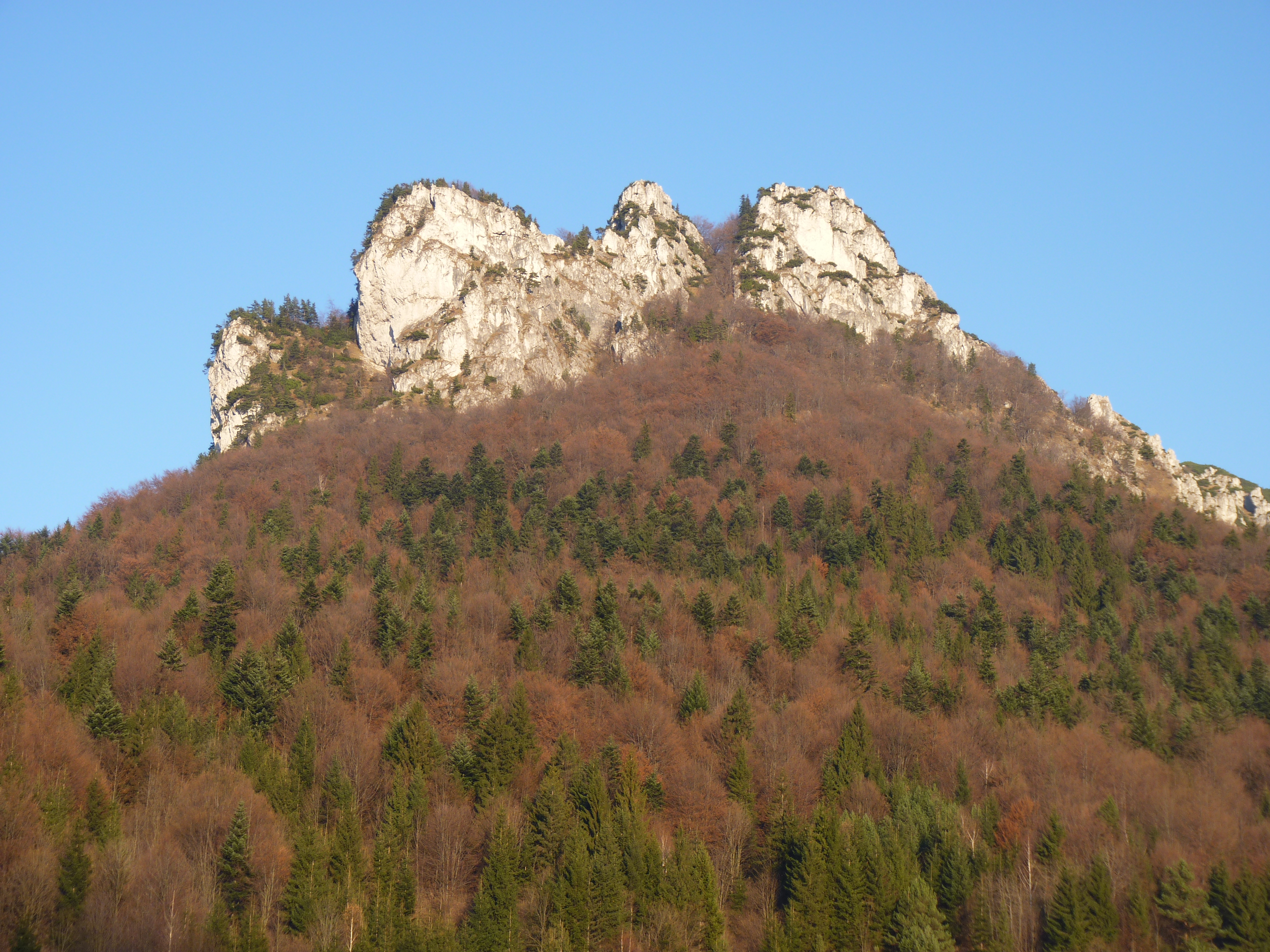
Mały Rozsutec

Mała Fatra Krywańska lub Krywańska Fatra (słow. Krivánska Fatra) – północno-wschodnia część pasma górskiego Mała Fatra na Słowacji. Głęboki przełom rzeki Wag, z tzw. Streczniańskim Przesmykiem, oddziela ją od południowo-zachodniej części pasma, położonej po orograficznie lewej stronie Wagu, zwanej Luczańską Małą Fatrą.

## Topografia
Nazwy pasm Małej Fatry pochodzą od ich najwyższych szczytów. W Małej Fatrze Krywańskiej jest to Wielki Krywań (Veľký Kriváň, 1709 m). Granice Małej Fatry Krywańskiej tworzą:
- od zachodu – rzeka Wag,
- od północy – rzeka Varínka i jej dopływ – Biely potok, przełęcz Rovná hora, dalej Petrovský potok,
- od wschodu potok Zázrivka,
- od południa rzeki Orawa i Wag

Główny grzbiet Krywańskiej Fatry od Domaszyńskiego Meandru wspina się na szczyt Suchý (1468 m), dalej biegnie przez Stratenec (1513 m), Mały Krywań (1671 m), Pekelník (1609 m), Wielki Krywań, Chleb (1646 m), Stoh (1607 m) i przełęcz Medziholie (1185 m) na Wielki Rozsutec (1610 m), by przez Mały Rozsutec (1343 m) zejść na przełęcz Rovná hora.

## Turystyka i narciarstwo
Krywańska Fatra wchodzi niemal w całości w obręb Parku Narodowego Mała Fatra. Jest atrakcyjna widokowo i ma dobrze rozbudowane zaplecze turystyczne. Z jej odkrytych grzbietowych partii rozciągają się szerokie panoramy widokowe, a doliny pocięte są głęboko wciętymi wapiennymi wąwozami (m.in. Diery, Tiesňavy). Są też inne atrakcje; wodospady (w tym najwyższy w Małej Fatrze Wodospad Szutowski), gołoborza, wapienne turnie, bogata flora i fauna, górskie schroniska turystyczne. Sieć szlaków turystycznych jest gęsta, turystyka piesza wymaga jednak dużego wysiłku, gdyż względna wysokość szczytów nad dnem dolin jest duża – dochodzi do 1300 m. Kolej gondolowa Vrátna - Chleb umożliwia jednak łatwe wydostanie się na główny grzbiet Krywańskiej Fatry.
Główną bazą wypadową do zwiedzania Krywańskiej Fatry jest miejscowość Terchová, w której jest różnorodna baza noclegowa: camping, różnej klasy hotele i kwatery prywatne. Z Terchowej można samochodem dojechać na parkingi w głębi Vrátnej doliny, skąd zaczynają się liczne szlaki turystyczne i znajduje się dolna stacja kolei gondolowej. Szlaki turystyczne wychodzą jednak także z innych miejscowości u podnóży Krywańskiej Fatry: Krasňany, Nezbudská Lúčka, Lipovec, Turčianske Kľačany, Sučany, Šútovo, Kraľovany, Párnica, Zázrivá. 
W Krywańskiej Fatrze znajduje się także kilka ośrodków narciarskich.